# Ganz kleine Nachtmusik
Serenata ex C o Ganz kleine Nachtmusik (Muy pequeña serenata nocturna) K. 648, es el nombre dado a la composición de trío de cuerdas por Wolfgang Amadeus Mozart (1756–1791), escrito de mediados a finales de la década de 1760. Ese nombre fue dado por las librerías municipales de Leipzig, donde la pieza fue redescubierta en septiembre de 2024.

## Composición
La pieza en sí es un trío de cuerdas escrito cuando Mozart era un joven adolescente, y aparentemente fue compuesta antes del primer viaje de Mozart a Italia. Como indican las bibliotecas de Leipzig, se compone de «siete movimientos en miniatura para trío de cuerdas con una duración aproximada de 12 minutos».

## Redescubrimiento
Mientras se compilaba la última edición del catálogo de Köchel, una lista autorizada de todas las obras musicales documentadas de Mozart, los investigadores de música clásica redescubrieron el manuscrito de una pieza hasta entonces desconocida de la colección de Carl Ferdinand Becker en la biblioteca de música de Leipzig. Los investigadores informaron que el manuscrito estaba escrito en «tinta marrón oscura sobre papel hecho a mano medianamente blanco» con partes encuadernadas individualmente. Se creía que el manuscrito no era un manuscrito original escrito por Mozart, sino una copia producida en 1780. 
No se sabe si la obra se interpretó durante la vida de Mozart. El manuscrito encontrado en la biblioteca musical de la biblioteca municipal de Leipzig, que forma parte de la colección de Carl Ferdinand Becker, es una copia o una transcripción que fue realizada alrededor de 1780. En 2024, la obra se identificó como una posible obra juvenil de Mozart. En la partitura aparece el nombre 'Wofgang' (en lugar de 'Wolfgang', faltando la "L"), aunque no se encuentra el segundo nombre habitual 'Amadeus' o 'Amadé' en la transcripción. A través de análisis y comparaciones con otras obras tempranas de Mozart, se determinó que la obra es auténtica. La autoría es, según el catálogo Köchel, 'muy probable'; sin embargo, el catálogo lista la serenata como 'una obra de dudosa autenticidad'. La transcripción está titulada 'Serenata ex C', pero en el nuevo catálogo Köchel se la denomina 'Ganz kleine Nachtmusik'.
En un comentario sobre la obra en la nueva edición del catálogo Köchel se afirma: "KV 648 se conserva en una única fuente, donde la forma en que se presenta el nombre del autor sugiere una fecha de creación anterior al primer viaje a Italia. Dada la procedencia del manuscrito, no parece improbable que se trate de la 'canzona' perdida  KV 653 (carta del 3 de diciembre de 1801, BD 1338; citado por Kolbin) o de la 'Muy pequeña serenata nocturna' (Ganz Kleine Nachtmusik) para dos violines y bajo KV 41g (carta del 8 de febrero de 1800, BD 1280), que Nannerl Mozart dejó al editor Breitkopf & Härtel como una obra juvenil de su hermano para las Oeuvres complètes y que solicitó le sea devuelta el 30 de abril de 1807, sin conseguirlo (BD 1377).' La hermana de Mozart, Nannerl, escribió en 1800 a la entonces editorial Breitkopf & Härtel en Leipzig: 'También tengo una ganz kleine Nachtmusik, que consiste en 2 violines y bajo. Pero como es una composición muy simple que él hizo en sus años más tempranos, no me atreví a enviarla, ya que me parecía demasiado insignificante'
El musicólogo alemán Ulrich Leisinger, hablando en nombre de la Fundación Internacional Mozarteum de Salzburgo, afirmó que la pieza era única en comparación con otras piezas producidas por Mozart en ese momento, que eran principalmente arias, sinfonías y música para piano.
El 19 de septiembre de 2024, la pieza redescubierta se interpretó por primera vez para una audiencia moderna en Salzburgo, Austria, y se estrenó en Alemania el 21 de septiembre por Vincent Geer (violín), David Geer (violín) y Elisabeth Zimmermann (violonchelo) en la Ópera de Leipzig. 